# 志村景元
志村 景元（しむら かげもと）は、戦国時代の日本の武士。肥前守。あきるの市引田の正音寺を開基したとされ、正音寺の裏山「中平」に舘を構えた。八王子城落城にて自刃と伝わる。

## 概要
甲斐国都留郡鶴川組生の武田の武士。後北条氏の平山右衛門大夫配下のあきるの市引田村250石。1590年の豊臣秀吉の小田原攻めに際して、八王子城にて自刃した武将と伝わる。
現存する真照寺が所蔵している「猿曳駒（さるひきこま）絵馬」を奉納し、この裏に奉納の際の子細が記載されている。地元にて「馬場坂で馬の訓練をし、乗馬姿の美しい殿様であった」と伝わる。

## その他
この「猿曳駒絵馬」は次男の角蔵が彫って、奉納したものとある。これは柳田國男の「河童駒引」でも引用され、挿絵として使われている。